# Constitution des Tonga
Pour un article plus général, voir Politique aux Tonga.
Lire en ligne

Consulter

La constitution des Tonga est la loi suprême du Royaume des Tonga.

## Sources

## Compléments